# Nikki Stone
Nicole „Nikki“ L. Stone (* 4. Februar 1971 in Princeton, New Jersey) ist eine ehemalige US-amerikanische Freestyle-Skierin. Sie war auf die Disziplin Aerials (Springen) spezialisiert. In dieser Disziplin wurde sie 1995 Weltmeisterin und 1998 Olympiasiegerin. Daneben gewann sie einmal den Freestyle-Gesamtweltcup sowie zweimal die Disziplinenwertung und elf Einzelwettkämpfe im Weltcup.

## Biografie

### Sportliche Laufbahn
Nikki Stone wuchs in Park City, Utah, auf und begann im Alter von drei Jahren mit Skifahren und Gymnastik. Im Alter von sechs Jahren zogen ihre Eltern mit ihr nach Massachusetts, wo sie auf Staatsebene an Gymnastikwettkämpfen teilnahm. Nachdem sie den Skisport anfangs nur hobbymäßig betrieben hatte, entdeckte sie mit 16 Jahren Freestyle für sich und trainierte anfangs alle drei Disziplinen Aerials, Moguls und Ballett. Nach ihrem Highschool-Abschluss an der Waterville Valley Academy wurde sie 1991 als Aerials-Spezialistin ins US-Skiteam aufgenommen.
Am 25. Januar 1992 gab Stone in Lake Placid ihr Debüt im Freestyle-Skiing-Weltcup. Bereits ihren dritten Wettkampf in Inawashiro konnte sie gewinnen und belegte mit zwei weiteren Podestplätzen am Ende der Saison Rang neun in der Aerials-Disziplinenwertung. Bei den Weltmeisterschaften 1993 in Altenmarkt-Zauchensee schrammte sie als Vierte nur knapp an ihrer ersten Medaille vorbei. Bei den Olympischen Spielen von Lillehammer kam sie ein Jahr später über Platz 13 nicht hinaus. Nach zwei dritten Endrängen im Aerials-Klassement gelang ihr 1994/95 mit vier Saisonsiegen erstmals der Gewinn der Disziplinenwertung. Dazu sicherte sie sich bei den Weltmeisterschaften in La Clusaz die Goldmedaille. 
Im Sommer 1996 diagnostizierten Ärzte bei Stone zwei geschwächte Bandscheiben und legten ihr sogar ein Karriereende nahe. Doch die 25-Jährige trainierte weiter und setzte ihre sportliche Laufbahn fort. Nach zwei Wintern, in denen sie nicht an vorherige Erfolge anknüpfen konnte, feierte sie 1997/98 die stärkste Saison ihrer Karriere. Wie drei Jahre zuvor gelangen ihr vier Weltcupsiege, die ihr neben dem Gewinn der Disziplinenwertung auch einen Sieg im Freestyle-Gesamtweltcup einbrachten. Zum Höhepunkt wurde für sie das olympische Finale von Nagano, wo sie sich mit 193 von möglichen 200 Punkten aus zwei Sprüngen durchsetzte und Gold gewann. Ihr erster Sprung, ein Triple-Twisting-Double-Somersault, wurde dabei mit der Tageshöchstnote von 98.15 bewertet. In der folgenden Saison nahm sie nur an vier Weltcup-Springen teil, belegte aber dennoch zweite Ränge im Gesamtweltcup und in der Disziplinenwertung. Im März 1999 gewann sie bei ihren letzten Weltmeisterschaften in Meiringen-Hasliberg noch eine Bronzemedaille.
Im Anschluss an die Saison 1998/99 beendete Nikki Stone im Alter von 28 Jahren ihre Laufbahn im Leistungssport.

### Weitere Karriere
Nikki Stone schloss 1997 ein Studium mit dem Hauptfach Psychologie am Union College in Schenectady, New York, ab. Nach ihrer Sportkarriere gründete sie ein eigenes Unternehmen und tritt seither im In- und Ausland als Motivationsrednerin auf, indem sie Vergleiche zwischen Erfolgen im Skisport und der Geschäftswelt zieht. Daneben arbeitet Stone mit dem United States Olympic Committee zusammen und engagiert sich für gemeinnützige Organisationen wie die Make-A-Wish-Foundation und Streets to Sports. Sie ist Vorstandsmitglied von Olympic Aid.
Sie lebt mit ihrem Ehemann Michael Spencer und zwei gemeinsamen Kindern in Park City.

## Erfolge

### Olympische Spiele
- Lillehammer 1994: 13. Aerials
- Nagano 1998: 1. Aerials

### Weltmeisterschaften
- Altenmarkt-Zauchensee 1993: 4. Aerials
- La Clusaz 1995: 1. Aerials
- Iizuna Kogen 1997: 10. Aerials
- Meiringen-Hasliberg 1999: 3. Aerials

### Weltcupwertungen
| Saison  | Gesamt | Gesamt | Aerials | Aerials |
| Saison  | Platz  | Punkte | Platz   | Punkte  |
| ------- | ------ | ------ | ------- | ------- |
| 1991/92 | 25.    | 5      | 9.      | 42      |
| 1992/93 | 17.    | 86     | 3.      | 516     |
| 1993/94 | 15.    | 86     | 3.      | 688     |
| 1994/95 | 6.     | 97     | 1.      | 776     |
| 1995/96 | 13.    | 87     | 4.      | 784     |
| 1996/97 | 18.    | 82     | 6.      | 660     |
| 1997/98 | 1.     | 98     | 1.      | 688     |
| 1998/99 | 2.     | 95     | 2.      | 284     |

### Weltcupsiege
Stone errang im Weltcup 32 Podestplätze, davon 11 Siege:
| Datum             | Ort             | Land       | Disziplin |
| ----------------- | --------------- | ---------- | --------- |
| 1. März 1992      | Inawashiro      | Japan      | Aerials   |
| 15. Januar 1995   | Breckenridge    | USA        | Aerials   |
| 22. Januar 1995   | Le Relais       | Kanada     | Aerials   |
| 24. Februar 1995  | Kirchberg       | Österreich | Aerials   |
| 4. März 1995      | Lillehammer     | Norwegen   | Aerials   |
| 20. Januar 1996   | Breckenridge    | USA        | Aerials   |
| 1. August 1997    | Mount Buller    | Australien | Aerials   |
| 12. Dezember 1997 | Tignes          | Frankreich | Aerials   |
| 17. Dezember 1997 | Piancavallo     | Italien    | Aerials   |
| 25. Januar 1998   | Blackcomb       | Kanada     | Aerials   |
| 25. Januar 1999   | Heavenly Valley | USA        | Aerials   |

### Weitere Erfolge
- 4 US-amerikanische Meistertitel (Aerials 1993–1995 und 1998)

## Auszeichnungen
- 1992: World Cup Rookie of the Year
- 1995 und 1998: U.S. Freestyle Skier of the Year (Ski Racing Magazine)[5]
- 1998: International Freestyle Skier of the Year (Ski Racing)[5]
- 2002: Aufnahme in die U.S. Ski and Snowboard Hall of Fame